# Comuna Nova Skvareava, Jovkva
Nova Skvareava (în ucraineană Нова Скварява) este o comună în raionul Jovkva, regiunea Liov, Ucraina, formată din satele Lîpnîkî și Nova Skvareava (reședința).

## Demografie
Componența lingvistică a comunei Nova Skvareava
     Ucraineană (99,83%)
     Alte limbi (0,16%)
Conform recensământului din 2001, majoritatea populației comunei Nova Skvareava era vorbitoare de ucraineană (99,83%), existând în minoritate și vorbitori de alte limbi.